# إيرين هارتويل
إيرين هارتويل (بالإنجليزية: Erin Hartwell)‏ مواليد 10 يونيو 1969 في فيلادلفيا، هو دراج أمريكي. شارك في دورة الألعاب الأولمبية الصيفية وفاز بميدالية أولمبية.

## الميداليات
| الميدالية | المسابقة                       |
| --------- | ------------------------------ |
| فضية      | الألعاب الأولمبية الصيفية 1996 |
| برونزية   | الألعاب الأولمبية الصيفية 1992 |

## روابط خارجية
- إيرين هارتويل على موقع أرشيف الدراجات (الإنجليزية)
- إيرين هارتويل على موقع إحصائيات الدراجات الإحترافية (الإنجليزية)
- إيرين هارتويل على موقع اللجنة الأولمبية الدولية (الإنجليزية)
- إيرين هارتويل على موقع أوليمبيديا (الإنجليزية)